# الینا لیماروا-فلینک
الینا لیماروا-فلینک (انگلیسی: Olena Lymareva-Flink؛ زادهٔ ۳ ژوئن ۱۹۹۲) بازیکن والیبال اهل اوکراین است.